# نيوتن مارشال
نيوتن مارشال (بالإنجليزية: Newton Marshall)‏ هو سائق زلاجة ‏ جامايكي، ولد في 2 مارس 1983.

## وصلات خارجية
- نيوتن مارشال على موقع سباق إديتارود تريل لزلاجات الكلاب (الإنجليزية)